# Ctenus valverdiensis
Ctenus valverdiensis este o specie de păianjeni din genul Ctenus, familia Ctenidae, descrisă de Peck, 1981. Conform Catalogue of Life specia Ctenus valverdiensis nu are subspecii cunoscute.